# 11P/Tempel-Swift-LINEAR
11P/Tempel-Swift-LINEAR o también 11P/1880 T1 (Tempel-Swift-LINEAR) es un cometa periódico.

## Descubrimiento
Fue observado por primera vez el 27 de noviembre de 1869 por Wilhelm Tempel desde su domicilio en Marsella, Francia. El 11 de octubre de 1880 fue de nuevo observado por Lewis Swift desde el Observatorio Warner, Rochester, Estados Unidos, e identificados ese año como el mismo cometa siéndole calculado un periodo orbital de 5'5 años. La órbita del cometa hacía que sus condiciones de visibilidad fuesen favorables o desfavorables, en este caso al encontrarse el cometa al otro lado del Sol, en perihelios alternos. Así pues, el cometa tuvo condiciones de visibilidad favorables en 1869, 1880 y 1891, y malas en 1875, 1886 y 1897, de ahí que el paso por el perihelio en 1875 entre su primer descubrimiento y el segundo, no pudiese ser observado.
Sin embargo, las perturbaciones gravitatorias ejercidas por Júpiter sobre el cometa, hicieron que su periodo orbital aumentara en 48 días en la órbita entre 1897 y 1902. Esto hizo que pudiese ser de nuevo observado en 1902 y 1908, su último avistamiento en casi un siglo. Las perturbaciones de Júpiter se preveían más acusadas todavía para la órbita entre 1909-1914 debido a que la elongación entre Júpiter y el cometa en el afelio sería de 0° en 1911. Se estima que este encuentro alargó el periodo orbital hasta los 5 años y 10 meses en el paso por el perihelio de 1914 y hasta los casi 6 años para 1932.
A pesar del gran número de predicciones de retorno del cometa, no fue recuperado de nuevo hasta el 7 de diciembre de 2001, cuando el proyecto de búsqueda sistemática LINEAR descubrió un cometa que fue denominado provisionalmente P/2001 X3. El 20 de diciembre fue confirmada su identificación con el cometa Tempel Swift, pasando a denominarse 11P/Tempel-Swift-LINEAR.